# Зекашев, Анвар Эржепович
Анва́р Эреже́пович Зека́шев (1930 — 27 октября 2009) — советский жокей, тренер. Мастер международной категории.

## Биография
Анвар Эржепович Зекашев родился в 1930 году. Его жокейский дебют состоялся в 1948 году в Ростове-на-Дону. В 1951 году заработал звание «ездок» и выиграл свой первый из двадцати двух Дерби — на жеребце Корректоре арабской породы Терского конного завода на Пятигорском ипподроме. В 1953 году перешёл на работу во Второй Ставропольский конный завод, где добился существенных успехов, но в 1954 году данный завод был расформирован, вследствие чего Зекашев уехал на скачки в Ростов. Через год перешёл на работу в формирующийся Лабинский конный завод, ещё через год призван на военную службу. Закончив её в 1958 году, Анвар Зекашев отправился на скачки во Львов, и в том же году впервые принял участие в скачках за рубежом, заняв второе место в призе Будапешта на Митинге социалистических стран в Берлине. В 1962 году выиграл Большой Всесоюзный приз Дерби, приняв участие в скачках на жеребце Дельфине.
За этим последовала череда побед. В зарубежных выступлениях Зекашев заработал звание «жокей международного класса». Дважды участвовал в призе Триумфальной Арки (на Акташе и Зборе) и дважды в Большом Вашингтонском призе (на Забеге — 3 место и Ливане — 5 место).
В 1961 году начал тренерскую карьеру в Терском конном заводе и добился больших успехов: три его питомца — Старт, Пират и Простор — стали «трижды венчаными». Он был наставником для Эдуарда Юханова, Арслангирея Шавуева, Юрия Владимирова, Заида Байрамукова, Николая Локтева, Сагита Каппушева, Али Байрамукова, Владимира Логвина и многих других профессионалов.
В 1990 году завершил тренерскую работу, но не потерял вкус к жокейскому ремеслу и продолжал участвовать в любительских скачках. Свою последнюю победу он одержал в 1996 году в возрасте 66 лет.

## Достижения
Участвовал в международных скачках:
- на Вашингтонский международный приз[англ.] (дистанция 2400 м, ипподром Лаурел-парк[англ.]):
  - 1962 на Забеге — 4-е место;
  - 1963 на Айвори Тауре — 6-е место;
- на приз Европы[нем.] (дистанция 2400 м, ипподром Кёльн-Вайденпеш[нем.]):
  - 1964 на Мурманске — 2-е место;
  - 1967 на Акташе — 6-е место[2];
  - 1969 на Зборе — 6-е место;
- на приз Wehr Memorial (ипподром Кёльн-Вайденпеш):
  - 1964 на Рефлексе — 2-е место;
- на приз Роберта Пфердменгеса[нем.] (ипподром Кёльн-Вайденпеш):
  - 1964 на Графологе — 2-е место;
- на приз города Москва и Большой Кубок социалистических стран (Хоппегартенский ипподром[нем.] под Берлином):
  - 1967 на Акташе — 1-е место[2].

В 1962 году на Дельфине выиграл Большой Всероссийский приз. В 1968 году в XI Всесоюзных соревнованиях конников колхозов, совхозов и конных заводов одержал 12 побед и установил рекорд на дистанции 1800 м на жеребце Дагмаре. В том же году на Балансе выиграл приз им. М. И. Калинина, на Болгарии — Большой приз (ОКС) для кобыл 3-х лет; в 1970 на Беспечной — Большой приз (ОКС) для кобыл 3-х лет; в 1971 на Белогорске — приз им. С. М. Будённого.
Неоднократно выигрывал призы скачки на Большой Кубок стран социализма и народной демократии в 1962 и 1967 годах.
Зекашев шесть раз победил на Митинге социалистических стран в Праге в 1971 году:
- Приз Москвы (2400 м) — на Боппарде;
- Приз Будапешта (2400 м) — на Зборе;
- Приз Софии (1200 м) — на Перекопе;
- Приз Бухареста (1200 м) — на Скале;
- Приз Улан-Батора (1400 м) — на Стойком;
- Приз Берлина (1600 м) — на Айке.

Всего за свою карьеру жокея Анвар Зекашев одержал около 1000 побед, последнюю из которых — в 1996 году в возрасте 66 лет.